# Četvorni metar
Četvorni metar ili kvadratni metar, znak m2, mjerna je jedinica za ploštinu (površinu) u Međunarodnom sustavu (SI) i ubraja se u izvedene jedinice. Definira se kao površina kvadrata stranica duljine jednog metra:
1 m2 = 1 m · m

## SI predmetci primijenjeni na m2
| Množenje | Ime                  | Simbol |       | Množenje             | Ime | Simbol |
| 100      | kvadratni metar      | m2     | 100   | kvadratni metar      | m2  |        |
| 102      | kvadratni dekametar  | dam2   | 10−2  | kvadratni decimetar  | dm2 |        |
| 104      | kvadratni hektometar | hm2    | 10−4  | kvadratni centimetar | cm2 |        |
| 106      | kvadratni kilometar  | km2    | 10−6  | kvadratni milimetar  | mm2 |        |
| 1012     | kvadratni megametar  | Mm2    | 10−12 | kvadratni mikrometar | μm2 |        |
| 1018     | kvadratni gigametar  | Gm2    | 10−18 | kvadratni nanometar  | nm2 |        |
| 1024     | kvadratni terametar  | Tm2    | 10−24 | kvadratni pikometar  | pm2 |        |
| 1030     | kvadratni petametar  | Pm2    | 10−30 | kvadratni femtometar | fm2 |        |
| 1036     | kvadratni eksametar  | Em2    | 10−36 | kvadratni atometar   | am2 |        |
| 1042     | kvadratni zetametar  | Zm2    | 10−42 | kvadratni zeptometre | zm2 |        |
| 1048     | kvadratni jotametar  | Ym2    | 10−48 | kvadratni joktometar | ym2 |        |

## Pretvorbe
Decimalne se jedinice od četvornog metra tvore tako da se decimalni predmetci primijenjuju na jedinicu metar:
- četvorni milimetar ili 1 mm2 = 1·10−6 (ili 1/1 000 000) četvornih metara
- četvorni centimetar ili 1 cm2 = 1·10−4 (ili 1/10 000) četvornih metara
- četvorni decimetar ili 1 dm2 = 1·10−2 (ili 1/100) četvornih metara
- četvorni dekametar ili 1 dam2 = 1·102 (ili 100) četvornih metara
- četvorni hektometar ili 1 hm2 = 1·104 (ili 10 000) četvornih metara
- četvorni kilometar ili 1 km2 = 1·106 (ili 1 000 000) četvornih metara

U praksi se umjesto četvornog dekametra i četvornog hektometra redovite koriste odgovarajuće jedinice s posebnim nazivima ar i hektar.

## Poveznice
- Metar
- Mjere za površinu
- Kubni metar
- Predmetci (prefiksi) mjernih jedinica